# Arzier-Le Muids
Arzier-Le Muids, appelée simplement Arzier jusqu'en septembre 2013, est une commune suisse du canton de Vaud, située dans le district de Nyon.

## Géographie

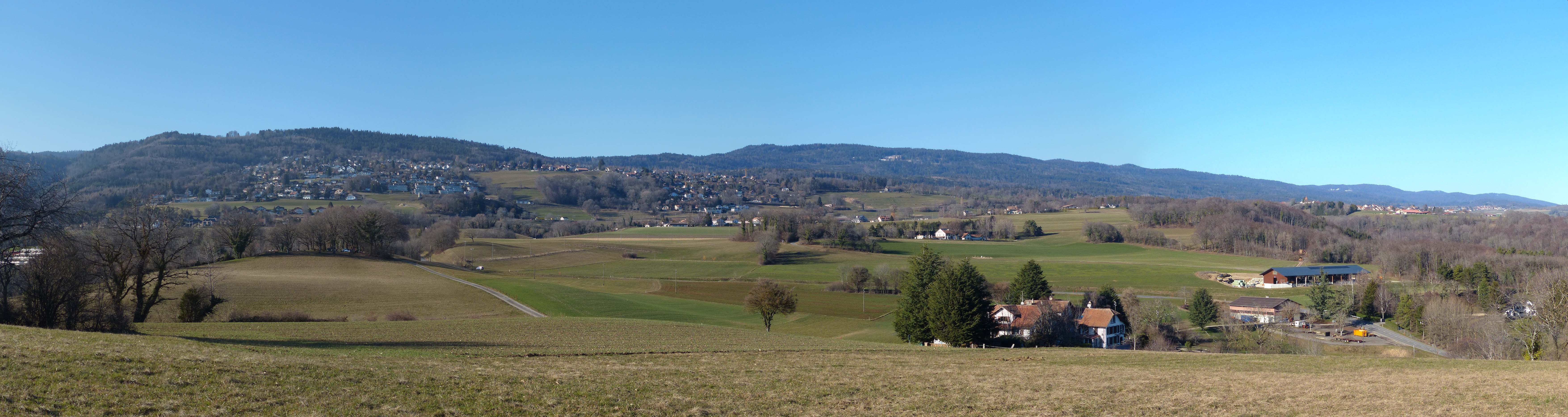
Arzier-Le Muids vu du bas de la commune, février 2021.

### Localisation
Composée de deux villages (Arzier et Le Muids) et de deux hameaux (Le Montant et La Chèvrerie), cette commune est la plus étendue du district. C'est sur son territoire, que fut établie en 1146 la chartreuse Notre-Dame d'Oujon, qui est la plus ancienne chartreuse de Suisse. Le territoire communal forestier (la commune étant la 41e plus boisée de Suisse (soit 3 690 ha)[réf. nécessaire]) s'étend sur une partie du parc naturel régional Jura vaudois.

## Population

### Gentilé et surnom

Vue aérienne (1964).

Les habitants d'Arzier s'appellent les Brénards, à l'origine un surnom venant d'un grand incendie dans le village[réf. nécessaire] (« brenards » vient de l'allemand brennen[réf. nécessaire], qui veut dire « brûler »).
Les habitants du Muids sont surnommés les Raffis, qu'on peut rapprocher de raffa, soit la diarrhée en patois vaudois.

## Histoire

### Nom de la commune
Depuis leur création par les moines d'Oujon en 1304, les deux villages d'Arzier et de Le Muids ne forment qu'une seule administration. Lors de son autonomie communale érigée en 1657, la commune est alors dirigée par un conseil dont les membres viennent pour moitié de chacun des villages. En 1962, le Conseil d'État, suivant en cela le Répertoire officiel des communes de Suisse fédéral, ampute le nom de la commune pour ne garder que celui d'« Arzier », et ceci malgré un recours déposé par les autorités communales. Le 4 mai 2013, le conseil communal accepte un préavis demandant un retour au nom originel de la commune ; à la suite de préavis favorables rendus par la Commission cantonale de nomenclature et par l'Office fédéral de topographie, le Conseil d'État approuve ce changement de nom lors de sa séance du 11 septembre 2013.
En 1862, lors du traité des Dappes, la frontière avec la France fut repoussée au nord-ouest parallèlement à l'ancienne (sauf en face du bourg de Bois d'Amont) où l'ancien tracé est resté.
Arzier s'accroit donc aux dépens de Bois d'Amont et des Rousses sur le versant ouest du Noirmont.

## Patrimoine bâti
Église réformée, anciennement Saint-Antoine. Elle est bâtie en même temps que la cure, ensuite de la fondation de la paroisse en 1306. Chœur transformé en logement vers le milieu du XIXe siècle. Subsistent la nef rectangulaire et un clocher en façade muni d’un porche. Chaire du XVIIe siècle .
Cure reconstruite en 1647-1648, avec conservation de rares vestiges médiévaux. Construction d'un étage et d'une annexe de 1752.
Le couvent, ancienne chartreuse Notre-Dame d’Oujon.
La Violette, maison rurale transformée en 1875 en « chalet à l’Américaine » par Henry-Isaac Brbey-Lorillard, originaire de Chexbres mais établi à New-York et Bellevue.  Il en fait sa maison d’altitude, à 1000 m, pour y passer les mois les plus chauds de l’été. Si l’on connaît les principaux artisans de cette transformation, comme Auguste Dorier, tailleur de pierre, Félix Bricolens, plâtrier, et Louis Cujean, charpentier, on ignore cependant encore le nom de l’architecte.
Centre communal et scolaire, 1987, par Vincent Mangeat.

## Vie politique
La ville d'Arzier a un exécutif, la municipalité de cinq membres, et un législatif, le conseil communal de 55 membres. Louise Schweizer est élue syndique le 8 mai 2016, son prédécesseur le syndic Eric Herman ne se représentant pas après 10 ans de syndicature. Elle prend ses fonctions le 1er juillet 2016 pour un mandat de 5 ans.